# James McIlroy (guitariste)
 (mars 2016).
Si vous disposez d'ouvrages ou d'articles de référence ou si vous connaissez des sites web de qualité traitant du thème abordé ici, merci de compléter l'article en donnant les références utiles à sa vérifiabilité et en les liant à la section « Notes et références ».
James McIlroy est un guitariste britannique de metal extrême né en 1977. Il est connu pour être un des membres du groupe Cradle of Filth.

## Biographie

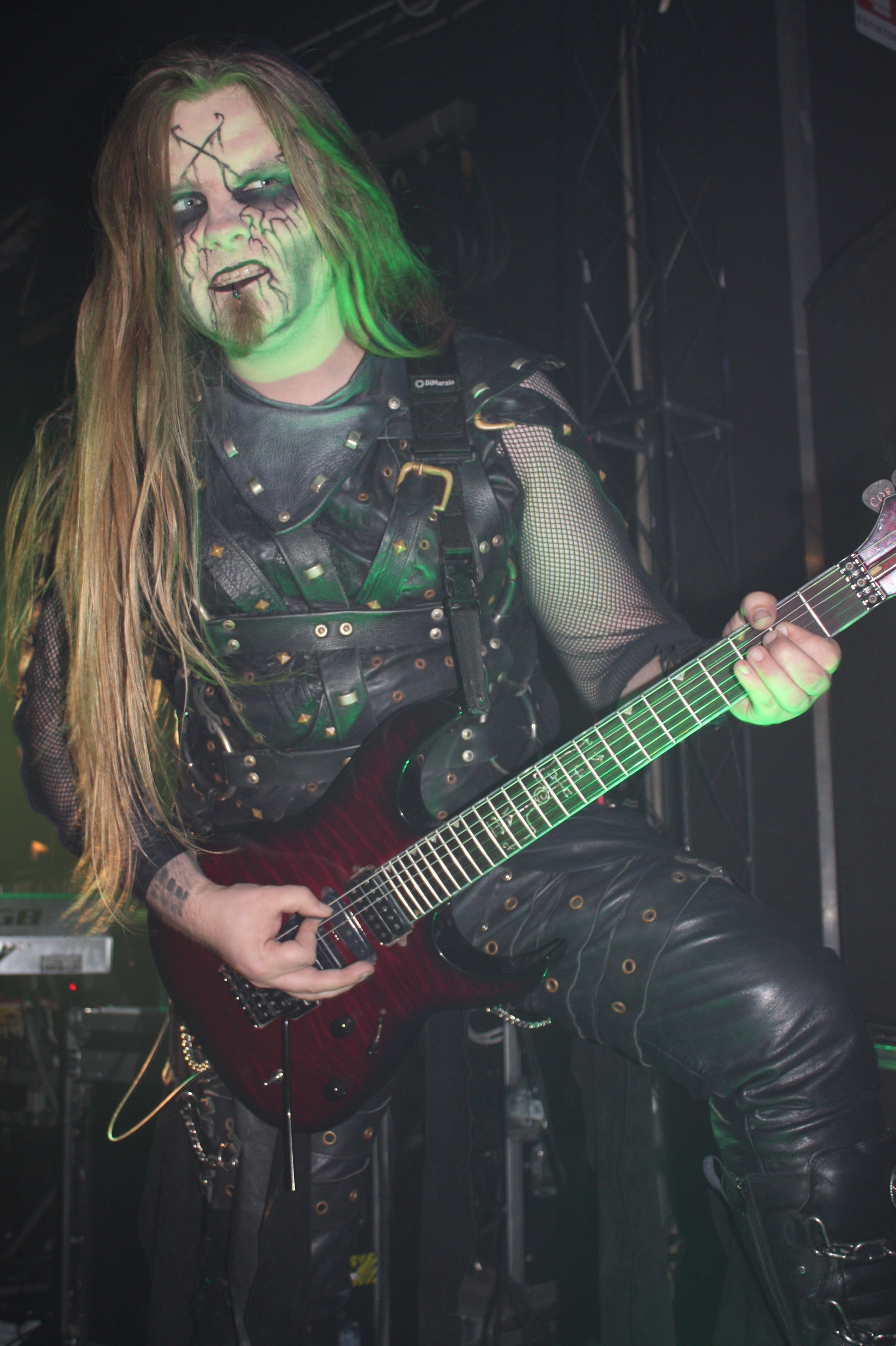
James McIlroy, Cradle of Filth

James McIlroy est né en 1977 en Angleterre. Il a grandi en Belgique avant de revenir en Angleterre en 1996. En fin d'année 2002, James McIlroy auditionne pour le poste de guitariste au sein de Cradle of Filth afin de remplacer Gian Pyres. Il intègre finalement Cradle en février 2003 et participe à la tournée promo de l'album Damnation and a Day (Sony Music). En 2005, il contribue à l'écriture de l'album nymphetamine sorti chez roadrunner ainsi qu'à son édition spéciale. James est aussi présent sur le DVD Mannequin (Sony Music) et le DVD live Peace Through Superior Firepower (Roadrunner).
En juillet 2005, James quitte Cradle pour se concentrer sur ses études à l'université de Greenwich ainsi qu'à d'autres projets musicaux. On le retrouve ainsi à la guitare au sein de Matron et NRD. En décembre 2005, James forme son propre groupe Chaosanct avec lequel il édite deux EP : I of Goliath et The Acendance of Impurity. À partir de février 2009, il travaille avec BST (Aborted, AOSOTH) sur le premier album de The Order of Apollyon intitulé The Flesh (Listenable Records, 2010).
Le mois d'avril 2009 est marqué par son retour au sein de Cradle of Filth en remplacement de Charles Hedger pour la seconde partie de la tournée promo de Godspeed on the Devil's Thunder, en Europe. Redevenu membre permanent au sein du combo anglais, il coécrit Darkly Darkly Venus Aversa qui est sorti le 1er novembre 2010 en Europe.

## Discographie

### Cradle of Filth
- Nymphetamine (CD, 2005, Roadrunner)
- Nymphetamine Édition Spéciale (CD, 2006, Roadrunner)
- Mannequin (DVD, Sony Music)
- Peace Through Superior Firepower (DVD, Roadrunner)
- Darkly Darkly Venus Aversa (CD, 2010, Peaceville records)

### Chaosanct
- I of Goliath (CD, 2008)
- The Acendance of Impurity (CD, 2009)

### The Order of Apollyon
- The Flesh (CD, 2010, Listenable Records)